# Papierfabrik Wilhelm Euler
Die Papierfabrik Wilhelm Euler (offizielle Firmen: W. Euler Papierfabrik GmbH & Co. KG, ab 1922 W. Euler, Maschinenpapierfabrik AG, später W. Euler, Papierfabrik, KG) war ein deutsches Unternehmen im südhessischen Bensheim, das im Volksmund schlicht „Der Euler“ hieß.

## Geschichte
Das Unternehmen wurde 1859 (nach einigen Quellen 1871 oder 1872) als Strohpapierfabrik Carl Hemmerde & Co. südlich des Bensheimer Friedhofs gegründet und nach mehreren Eigentümerwechseln 1873 von Wilhelm Euler übernommen. Nach Angaben des Historikers Heinz Stoob erfolgte die Gründung im Jahr 1867 und die Übernahme 1875.
Unter Wilhelm Eulers Leitung zählte das Unternehmen zu den zehn größten Papierfabriken Europas. 1907 übergab er die Leitung an seinen gleichnamigen Sohn, genannt „Willie“ (* 1876). Sein zweiter Sohn Karl (Vater von Friedrich Wilhelm Euler und Horst Euler), war bis zu seinem Tod 1933 als Chemiker und Prokurist im Unternehmen tätig.
Bekannt ist, dass Willie Euler aus gesundheitlichen Gründen 1929 die Unternehmensleitung an Ernst Theodor Arnold (* 4. September 1888 in Lorsch; † 31. Mai 1978 in Darmstadt) übertrug, einen Enkel von Paul Arnold, der selbst mit Elisabeth, genannt „Elli“ Koch (* 3. Januar 1914 in Darmstadt; † nach 1990), Tochter des Bauingenieurs und Hochschullehrers Alexander Koch, verheiratet war. 1933 übernahm Willie Eulers einziger Sohn Wilhelm, genannt „Will“ (1905–1971), in dritter Generation die Leitung. Nach seinem Tod übernahm für zwei Jahre sein Neffe Horst Schmidt die Geschäftsleitung, der schon 1967 als persönlich haftender Gesellschafter in das Unternehmen eingetreten war.
In den umsatzstarken Jahren waren über 300 Mitarbeiter beschäftigt, um Büro-Kartonagen und andere Papierwaren herzustellen.

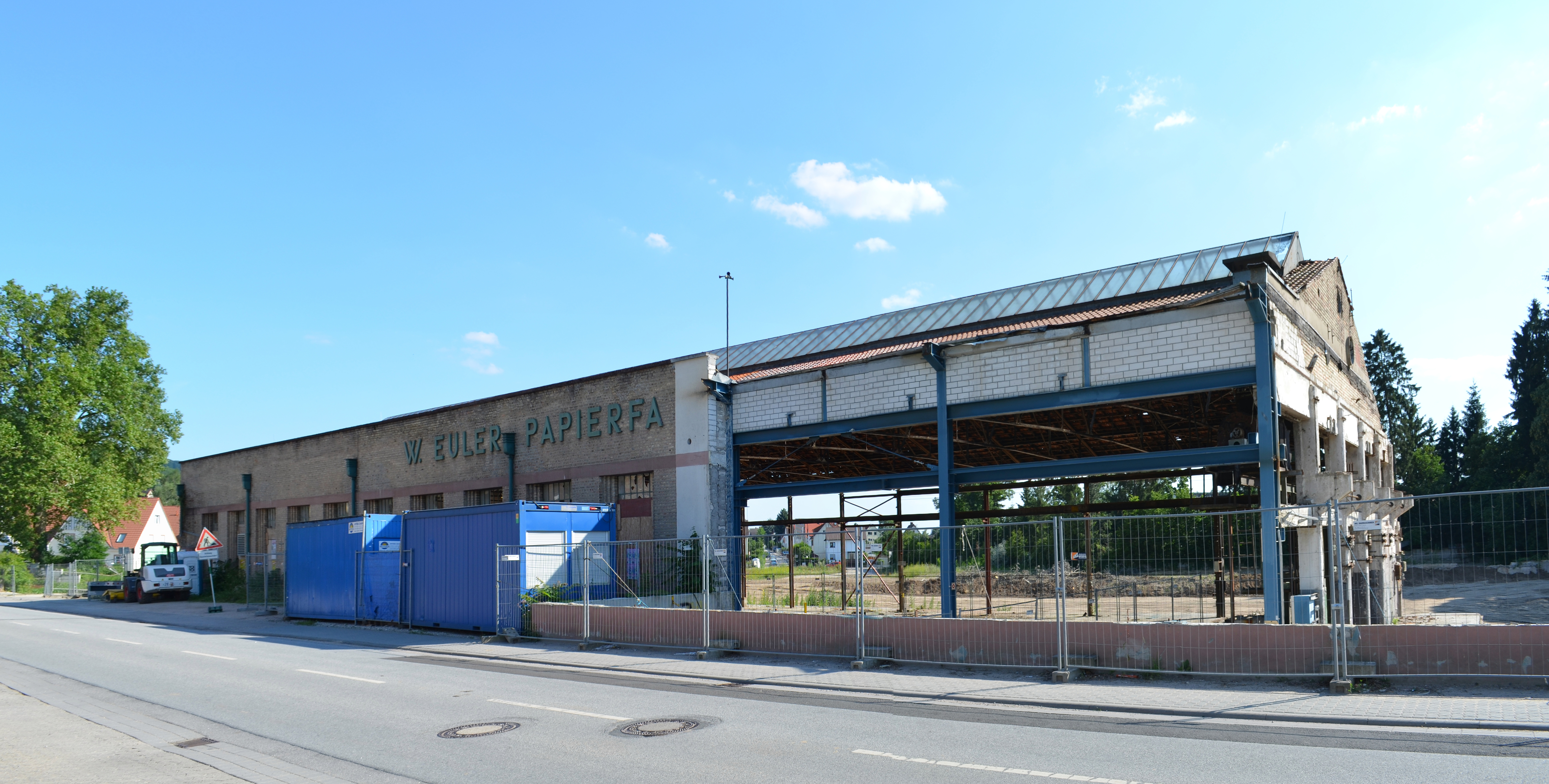
Maschinenhalle vor dem Abriss, links die denkmalgeschützte Ziegelwand

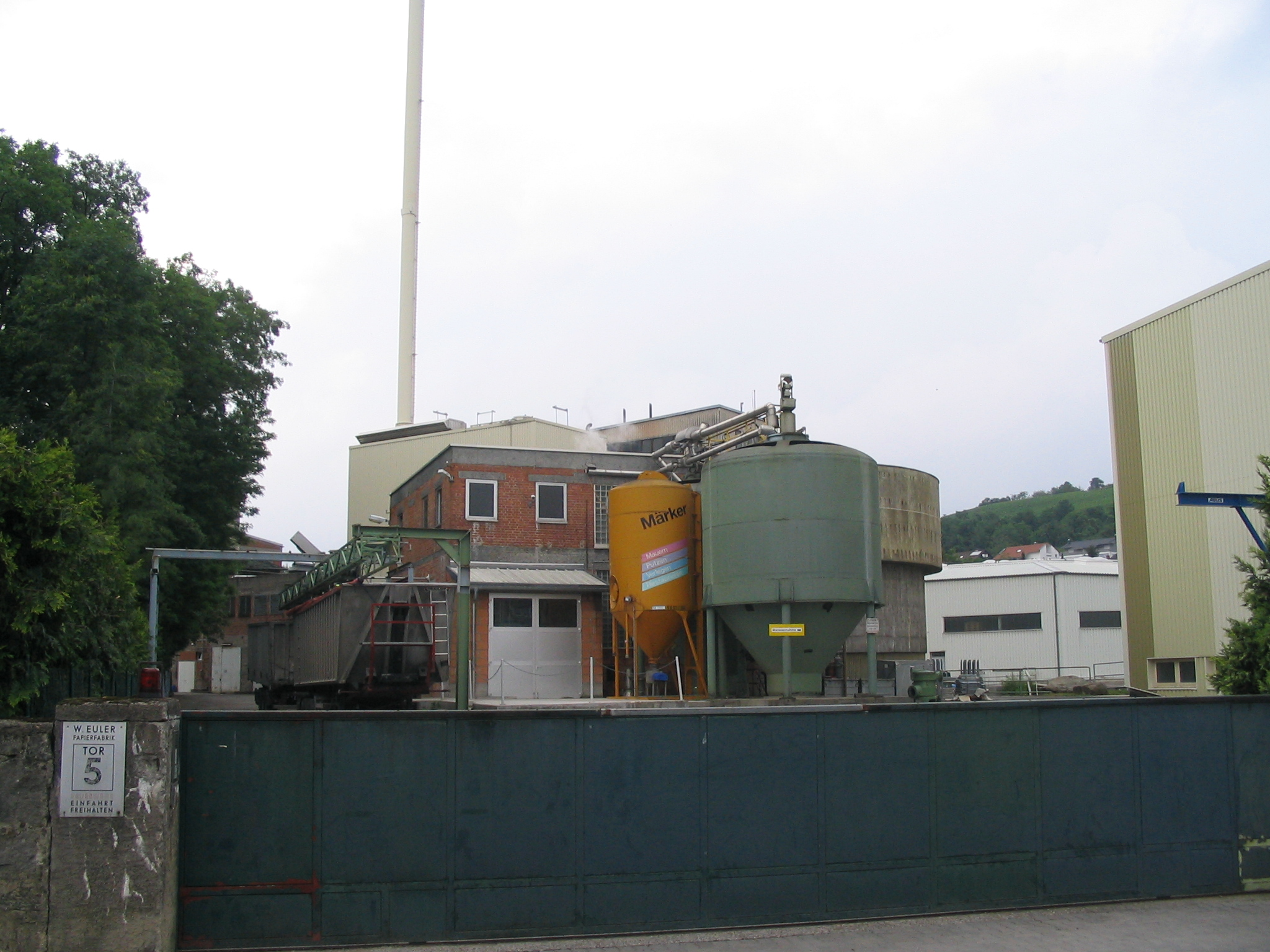
Ansicht von Süden, 2006

1998 erwarb die Papierfabrik August Koehler Hauptanteile der Dresden Papier GmbH in Greiz sowie die Mehrheit an der Papierfabrik Euler und gründete die Euler Greiz GmbH & Co. KG mit Sitz in Greiz als Tochtergesellschaft der Bensheimer Papierfabrik Euler. Schon 1922 hatten sich die Familien Koehler und Euler am jeweils anderen Unternehmen beteiligt.
Im Januar 2007 wurde der Betrieb mit damals noch 115 Mitarbeitern eingestellt. Die Fabrikhallen auf dem 4500 m² großen Gelände wurden 2010 bis auf eine denkmalgeschützte Ziegelwand vollständig abgerissen. Einige Arbeiterhäuser und Teile der Fabrik wurden von Heinrich Metzendorf geplant.
Das Forschungsnetzwerk Industriekultur und Lokales Gedächtnis beschäftigt sich ausführlich mit der Geschichte der alten Papierfabrik.

### Denkmalschutz
Das von Heinrich Metzendorf um 1904 errichtete Fabrik- und Bürogebäude der ehemaligen Papierfabrik an der Friedhofstraße steht unter Denkmalschutz; ebenso das 1920 erbaute Transformatorenhäuschen Friedhofstraße 80.
Die sogenannten Werkmeisterhäuser, ein Ensemble aus drei zwischen 1902 und 1906 erbauten zweigeschössigen Arbeiterhäusern, werden von Bauhistorikern als Pionierarbeit auf dem Gebiet des sozialen Wohnungsbaus eingeordnet. Im Rahmen des Schulprojekts „denkmal aktiv – Kulturerbe macht Schule“ unter Schirmherrschaft der Deutschen UNESCO-Kommission (siehe hierzu auch Deutsche Stiftung Denkmalschutz#Öffentlichkeitsarbeit für den Denkmalschutz) setzten sich 2013/2014 Schüler der Bensheimer Heinrich-Metzendorf-Schule mit der historischen Bedeutung der in desolatem Zustand befindlichen Häuser auseinander. Fachlich beraten wurde das Projekt vom Architekten und Darmstädter Hochschullehrer Frank Oppermann, vom Architekten Sanjin Maracic und von Rainer Metzendorf.
Schon 2007 befassten sich drei Schüler des Alten Kurfürstliches Gymnasiums Bensheim im Rahmen einer Ausstellung des Freilichtmuseums Hessenpark mit der Papierfabrik. Der Begleitband zur Ausstellung enthielt unter anderem Artikel von Thomas Kaffenberger und vom Kulturanthropologen Heinz Schilling. Schilling hatte 2007 eine Lehrerfortbildung zu diesem Thema am Gymnasium angeboten.

### Nachnutzung des Fabrikgeländes
Der ehemalige Holzplatz wurde in den Jahren von 2008 bis 2010 bebaut. Auf dem restlichen „Euler-Gelände“ wurde bereits 2012 mit dem Bau von 300 Wohneinheiten begonnen. Die Koehler Paper Group als Eigentümer des Geländes hatte sich zudem verpflichtet, den verdolten Meerbach auf dem Gelände freizulegen und einen naturnahen Ausbau vorzunehmen. Das ehemalige Transformatorenhäuschen sollte zudem als Stromversorger des Areals sowie zur Ansiedelung von Fledermäusen dienen. 2014 verkaufte Koehler das Areal an Bouwfonds Immobilienentwicklung. Zu diesem Zeitpunkt sollten auf dem 41.000 m² großen Gelände rund 240 Wohneinheiten, 40 Einfamilienhäuser und rund 200 Eigentumswohnungen in 14 Mehrfamilienhäuser entstehen. Das Unternehmen erwarb bereits 2006 den früheren LKW-Wendeplatz und errichtete dort das Einfamilienhaus-Projekt „Classico“ mit 27 Einfamilienhäusern. Im Oktober 2014 stellte Bouwfonds den Baubeginn der Hochbauarbeiten im Herbst 2015 in Aussicht.